# S1PR5
S1PR5 (англ. Sphingosine-1-phosphate receptor 5) – білок, який кодується однойменним геном, розташованим у людей на короткому плечі 19-ї хромосоми. Довжина поліпептидного ланцюга білка становить 398 амінокислот, а молекулярна маса — 41 775.
| 10         |  | 20         |  | 30         |  | 40         |  | 50         |
| ---------- |  | ---------- |  | ---------- |  | ---------- |  | ---------- |
| MESGLLRPAP |  | VSEVIVLHYN |  | YTGKLRGARY |  | QPGAGLRADA |  | VVCLAVCAFI |
| VLENLAVLLV |  | LGRHPRFHAP |  | MFLLLGSLTL |  | SDLLAGAAYA |  | ANILLSGPLT |
| LKLSPALWFA |  | REGGVFVALT |  | ASVLSLLAIA |  | LERSLTMARR |  | GPAPVSSRGR |
| TLAMAAAAWG |  | VSLLLGLLPA |  | LGWNCLGRLD |  | ACSTVLPLYA |  | KAYVLFCVLA |
| FVGILAAICA |  | LYARIYCQVR |  | ANARRLPARP |  | GTAGTTSTRA |  | RRKPRSLALL |
| RTLSVVLLAF |  | VACWGPLFLL |  | LLLDVACPAR |  | TCPVLLQADP |  | FLGLAMANSL |
| LNPIIYTLTN |  | RDLRHALLRL |  | VCCGRHSCGR |  | DPSGSQQSAS |  | AAEASGGLRR |
| CLPPGLDGSF |  | SGSERSSPQR |  | DGLDTSGSTG |  | SPGAPTAART |  | LVSEPAAD   |

A: Аланін

C: Цистеїн

D: Аспарагінова кислота

E: Глутамінова кислота

F: Фенілаланін

G: Гліцин

H: Гістидин

I: Ізолейцин

K: Лізин

L: Лейцин

M: Метіонін

N: Аспарагін

P: Пролін

Q: Глутамін

R: Аргінін

S: Серин

T: Треонін

V: Валін

W: Триптофан

Кодований геном білок за функціями належить до рецепторів, g-білокспряжених рецепторів, білків внутрішньоклітинного сигналінгу, фосфопротеїнів. 
Задіяний у такому біологічному процесі, як альтернативний сплайсинг. 
Локалізований у клітинній мембрані, мембрані.